# فأر الخلد كافو
فأر الخلد كافو (الاسم العلمي: Fukomys kafuensis)، نوع من جنس الفوكوميس وفصيلة العرميات. موطنه زامبيا. موئله الطبيعي السافانا الرطبة.